# Montserrat García Sagués
Montserrat García Sagués   (segle XX) és una actriu i directora de doblatge catalana. Tot i que va començar en el món del teatre, s'ha donat més a conèixer pel doblatge i la televisió. El 1970 va debutar al telefilm El retaule del flautista a RTVE Catalunya. La seva mare era muntadora de cinema.
Amb 12 anys va doblar un petit paper d'una de les nenes cantants de la pel·lícula Somriures i llàgrimes en castellà. Més endavant, ha doblat un personatge recurrent d'Els barrufets i, a més, ha participat en el doblatge de les sèries Veïns i Star Trek: La nova generació. Va dirigir el desaparegut estudi Videotake, amb seu a Barcelona, durant una dècada. S'hi van doblar diferents productes per a Televisió de Catalunya, Canal 9 i Televisió Espanyola, com l'anime de Les aventures de Tom Sawyer o la sèrie Bellesa i poder. També va dirigir el doblatge al català de la pel·lícula La reina d'Àfrica.